# Boss RC-2 Loop Station
Boss RC-2 Loop Station är en effektpedal för gitarr, tillverkad av Roland Corporation under varumärket Boss mellan 2006 och 2011. Effektpedalen tillverkades i Taiwan.

## Historia
Boss RC-2 Loop Station är den första versionen i serien Loop Station. Då Boss första samplerpedaler DSD-2 och DSD-3 endast hade 5,7 sekunders samplingstid, har RC-2 hela 16 minuters samplingstid (mono). Boss RC-2 Loop Station har även 11 olika lagringsplatser som användaren kan spara sina samplingar på. Även en inbyggd trummaskin finns till användarens förfogande.
Pedalens uppföljare, Boss RC-3 Loop Station lanserades 2011.